# Ghazi (guerrer)
Ghazi eren aquells guerrers musulmans que participaven en una incursió contra els infidels. Més tard el seu prestigi va convertir el nom ghazi en un títol especialment emprat entre els otomans. Aparegueren a Transoxiana i Khorasan al segle viii, i els ghazis llavors combatien per la fe i vivien del botí de guerra. Formaven corporacions i eren contractats per fer la guerra als estats veïns no musulmans, i als heretges dins i fora d'un estat. En temps de pau esdevenien un problema pels govern, ja que fàcilment passaven a ser bandits. Una revolta de ghazis es va produir al Khorasan el 821 i van participar en la revolta de Bukharà contra l'emir samànida el 930. Molts van servir als samànides. Mahmud de Gazni se'n va emportar 20.000 a l'Índia. La majoria eren turcs però no hi havia un element nacional en la seva formació i les corporacions atreien a descontents polítics o religiosos i aventurers de tota mena sense distinció d'ètnia. A la frontera romana d'Orient els ghazis existien a partir de vers el 840, i l'element turc no hi era pas menys present; els romans d'Orient sovint utilitzaven també mercenaris turcs.
La corporació dels ghazis fou reorganitzada vers el 1200 pel califa an-Nàssir, i van esdevenir una mena de confraria religiosa i cavalleresca. No obstant a l'Àsia Menor on l'element turc era més present, els ghazis van conservar un caràcter més popular i nòmada, i foren aquests els que després de 1071 havien conquerit Anatòlia; entre aquests ghazis van destacar Foad Ghazi. L'enfonsament de l'estat seljúcida va fer aparèixer nous ghazis que van formar els principats turcmans vers el 1300. Fou llavors quan es va introduir la gorra blanca entre els ghazis que els caracteritzà en endavant. Els primers sultans otomans van portar el títol de ghazi. Quan el poder otomà es va consolidar les corporacions de ghazis foren primer controlades i finalment dissoltes.